# Georgiansk tid

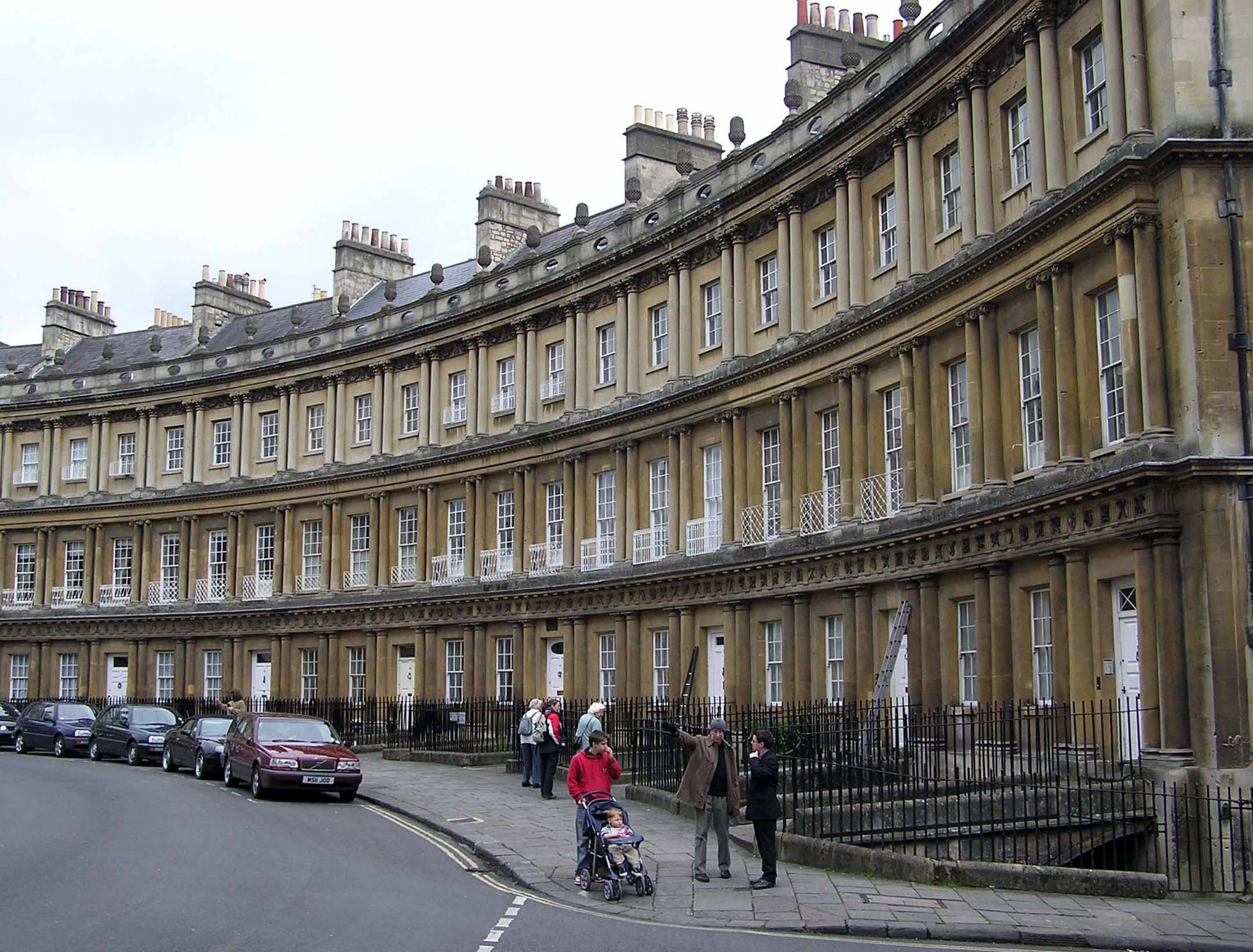
The Circus, Bath, byggd mellan 1754 och 1768

Georgiansk tid är i brittisk historia en beteckning för åren 1714-1830. Den omfattar kungarna från Huset Hannover: Georg I, Georg II, Georg III och Georg IV. Tiden kännetecknas av stora sociala politiska förändringar, som Brittiska imperiets framväxt, industriella revolutionen och amerikanska självständighetskriget. Vanligtvis används dock begreppet "georgiansk" inom arkitektur eller socialhistoria.